# 天野勇
天野 勇（あまの いさむ、1901年9月25日 - 1950年2月20日）は、日本の陸軍軍人。陸士35期。最終階級は陸軍大佐。

## 経歴
愛知県出身。名古屋陸軍幼年学校、陸軍中央幼年学校を経て、1923年（大正12年）7月、陸軍士官学校（35期）を卒業。同年10月、歩兵少尉に任官し、歩兵第51連隊付となる。歩兵第68連隊付などを経て、1929年（昭和4年）3月より東京外国語学校に3ヶ月間派遣され、ロシア語を学ぶ。その後ハルビンに1930年（昭和5年）4月まで留学した。
1930年8月、参謀本部付勤務（ロシア班）となり、同班長の橋本欣五郎が結成した桜会のメンバーとなる。天野は同グループにおいて、橋本の秘書的な役割を果たしていたという。また、1931年（昭和6年）の三月事件・十月事件の謀議にも加わっている。十月事件では重謹慎の処分を受け、解除後の1931年12月に、混成38旅団司令部付となる。1933年（昭和8年）3月、大尉に昇進し、同年8月歩兵第68連隊大隊副官となる。同連隊中隊長を経て、1938年（昭和13年）少佐となり、再び参謀本部付勤務となる。兵務局付勤務を経て、1942年（昭和17年）4月、関東軍情報部員となり、牡丹江機関に勤務。同年8月中佐となり、1944年（昭和19年）、関東軍情報部ハイラル支部長となる。
戦後ソ連軍に抑留され、以後の消息は長年不明であった（後に1950年2月にシベリアで病死していたことが判明）。そのため戦時死亡宣告を受け、大佐に死後昇進した。